# Гаузен (Біркенфельд)
Гаузен (нім. Hausen) — громада в Німеччині, розташована в землі Рейнланд-Пфальц. Входить до складу району Біркенфельд. Складова частина об'єднання громад Раунен.
Площа — 4,99 км2. Населення становить 182 ос. (станом на 31 грудня 2020).